# Дом, где родился О. М. Бодянский
Дом, где родился О. М. Бодянский — памятник истории местного значения в Варве. 

## История
Приказом управления культуры и туризма Черниговского областной государственной администрации от 21.08.2009 № 145 дому присвоен статус памятник истории местного значения с охранным № 7457 под названием Дом, где родился и жил О. М. Бодянский.

## Описание
В этом доме в 1808 году родился, провёл детские годы будущий филолог, историк, археограф Осип Максимович Бодянский. Родился в семье священника. Учился в начальной школе в Варве, затем в Прилуках.
В 1977 году на фасаде дома установлена мемориальная доска (мрамор).